# Hadena purpurea
Hadena purpurea là một loài bướm đêm trong họ Noctuidae.